# Edvard Persson
Edvard Persson (Malmö, 17 gennaio 1888 – Helsingborg, 19 settembre 1957) è stato un attore, regista e cantante svedese.
Persson è stato uno dei più noti attori cinematografici svedesi, uso ad esprimersi, nei suoi film, con il caratteristico accento della Scania.

## Vita personale

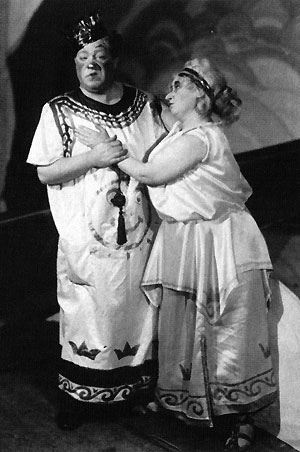
Edvard Persson e Jullan Kindahl in Orfeo all'inferno, Malmö, 1926

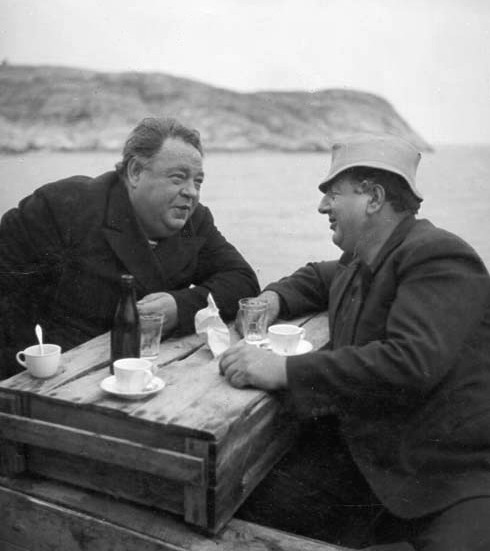
Edvard Persson e Allan Waldner durante una pausa della lavorazione di Baldevins bröllop, 1938

Edvard Persson era figlio di Andres Persson, carpentiere, nato a Genarp nel 1854, e di sua moglie Bengta Olsson, nata nel 1854 a Anderslöv. Alla sua nascita la famiglia abitava a Mjölnaregatan 4, a Malmö. Era il settimo di nove figli.
Dal 1916 al 1933 è stato sposato con la pianista Ellen Rosengren, e dal 1933 alla morte con l'attrice Mim Persson, nata Ekelund.
Ha avuto due figli da Ellen Rosengren, entrambi nati in Finlandia: Harry Persson (1914–2008) e Olle Persson (1915–1998).
È sepolto nel cimitero della chiesa di Jonstorp, a Lund.

## Biografia
Persson ha imboccato la carriera teatrale da ragazzo unendosi ad una compagnia di dilettanti presso un centro culturale di Malmö. Sedicenne si è portato a Stoccolma per tentare l'ammissione all'accademia teatrale del Teatro Reale Drammatico, ma, non ammesso, si è cimentato direttamente col mestiere dell'attore. È stato inizialmente comparsa in spettacoli teatrali, di cabaret, rivista e operetta con una compagnia teatrale itinerante. Nel 1909 ha conosciuto la sua futura prima moglie Ellen Rosengren. Insieme si sono trasferiti a Helsinki dove hanno abitato per sette anni, e dove Persson è stato attivo all'Apolloteatern. Di ritorno a Malmö Persson ha cominciato a farsi un nome sia come cantante che come attore all'Hippodromen e al Friluftsteatern della città.
Agli inizi degli anni '20, a Malmö, insieme a Adolf Jahr ha preso parte ad alcune produzioni cinematografiche di secondo piano, sotto la direzione di Oscar Winge. Il primo ruolo di rilievo di Persson è stato nel film muto Studenterna på Tröstehult, del 1924, tratto da una delle produzioni teatrali a cui aveva preso parte da ragazzo, cui ha fatto seguito, fra gli altri, il film På kryss med Blixten, del 1927. Il suo primo film sonoro è stato Söderkåkar, del 1932. Nel 1933 Persson ha firmato un contratto con la casa di produzione Europafilm, che gli garantiva un introito di 24000 corone annue. Dal 1933 al 1956 ha avuto il ruolo di protagonista in una trentina di remunerativi film, fiore all'occhiello della Europa Film e del suo produttore Gustav Scheutz. È stato popolare non solo in Svezia, ma anche nella Danimarca sotto occupazione nazista, per via della qualità distensiva che ispirava la sua rurale calma in quei momenti difficili. Suoi film come Söder om landsvägen e Kalle på Spången passavano nei cinematografi anche quattro volte al giorno, tutti i giorni per più di un anno. Con grande competenza alternava effetti comici e sentimentali, inserendo qua e là, con la sua notevole voce, qualche canzone. Söder om landsvägen è stato esportato fino in Africa.
Persson ha preso parte nel 1946 al primo film a colori svedese, Klockorna i Gamla sta'n.
Nell'agosto del 1946 Edvard Persson, con una traversata sullo storico transatlantico SS Drottningholm, si è recato negli USA, dove era diventato famoso presso gli emigrati svedesi. Durante la tournée americana ha dato più di 130 concerti, di cui abbiamo testimonianza nel film Jens Månsson i Amerika.
Edvard Persson ha recitato in 45 film, di cui 7 muti; ed ha realizzato 226 incisioni su dischi 78-giri. Alcuni dei suoi brani più famosi sono "Jag är en liten gåsapåg från Skåne", "Vi klarar oss nog ändå", e "Jag har bott vid en landsväg".
La popolarità di Persson è andata declinando rapidamente verso la fine degli anni '40. Nel 1950 si è stabilito con la sua seconda moglie Mim a Jonstorp, nella Scania nordoccidentale. Sofferente di cuore, la sua salute si è deteriorata; è stato tuttavia attivo sino alla morte, che lo ha colto per emorragia cerebrale all'età di 69 anni.

## Lascito culturale
L'immobile di Mjölnaregaten 4 a Malmö, dove Persson è nato e cresciuto, è stato dotato di una targa commemorativa (ora scomparsa). È stata istituita dal comune di Malmö una raccolta di fondi per dedicargli una statua, ma finora senza esito.
Le canzoni di Persson sono state successivamente riprese da altri artisti. Come esempio si ricorda l'album Persson sjonger Persson di Peps Persson del 1982, dove il cantante interpreta nel suo stile reggae alcuni pezzi resi noti da Edvard Persson. Un altro esempio è "Östen sjunger Edvard Persson", di Östen Warnerbring, del 1967.
Il giornale Kvällsposten ha istituito nel 1979 il premio Edvardpriset, assegnato annualmente a personalità svedesi significative nel campo dell'intrattenimento, del cabaret, della recitazione e della musica.
Nel 1987 è stato girato per la compagnia televisiva di stato svedese SVT Allt ljus på mig!, un documentario sulla vita di Edvard Persson, con Michael Segerström nel ruolo di Persson. Già nel 1985 Segerström aveva impersonato Persson nel suo lavoro teatrale Edvard och jag, andato in scena al Tidningsteatern di Malmö, e poi in tournée nell'intero paese.

## Filmografia
- Studenterna på Tröstehult, anche regia e sceneggiatura (1924)
- Miljonär för en dag, anche regia e sceneggiatura (1925)
- Den gamla herrgården, anche regia e sceneggiatura (1925)
- På kryss med Blixten, anche regia e sceneggiatura (1927)
- Kvick som Blixten, regia di Adolf Jahr (1927)
- Vad kvinnan vill, anche regia e sceneggiatura (1927)
- Hattmakarens bal, anche regia e sceneggiatura (1928)
- Sten Stensson Stéen från Eslöv på nya äventyr, regia di Gösta Hellström e Elis Ellis (1932)
- Söderkåkar, regia di Weyler Hildebrand (1932)
- Två hjärtan och en skuta, regia di Gösta Rodin (1932)
- Rolfexpressen, (1932)
- Hemliga Svensson, regia di Schamyl Bauman (1933)
- Augustas lilla felsteg, regia di Thor Modéen (1933)
- Den farliga leken, anche sceneggiatura, regia di Weyler Hildebrand (1933)
- Lördagskvällar, regia di Schamyl Bauman (1933)
- Flickorna från Gamla sta'n, regia di Schamyl Bauman (1934)
- Kvinnorna kring Larsson, regia di Schamyl Bauman (1934)
- Larsson i andra giftet, anche sceneggiatura, regia di Schamyl Bauman (1935)
- Tjocka släkten, regia di Sölve Cederstrand (1935)
- Våran pojke, regia di Arne Bornebusch (1936)
- Söder om landsvägen, regia di Gideon Wahlberg (1936)
- Än leva de gamla gudar, regia di Schamyl Bauman (1937)
- Baldevins bröllop, anche sceneggiatura, regia di Emil A. Pehrsson e Gideon Wahlberg (1938)
- Skanör-Falsterbo, anche sceneggiatura, regia di Emil A. Lingheim (1939)
- Kalle på Spången, anche sceneggiatura, regia di Emil A. Lingheim (1939)
- Blyge Anton, regia di Emil A. Lingheim (1940)

- A rischio della vita (Mad livet som insats), regia di Alf Sjöberg (1940)
- En sjöman till häst, anche sceneggiatura, regia di Emil A. Lingheim (1940)
- Soliga Solberg, regia di Emil A. Lingheim (1941)
- Ridå-Lasse debuterar, (1941)
- Franchi tiratori (Snapphanar), regia di Ake Ohberg (1942)
- Sol över Klara, regia di Emil A. Lingheim (1942)
- Stinsen på Lyckås, regia di Emil A. Lingheim (1942)
- Livet på landet, regia di Bror Bügler (1943)
- När seklet var ungt, regia di Gunnar Olson (1944)
- Den glade skräddaren, anche sceneggiatura, regia di Gunnar Olson (1945)
- Klockorna i Gamla sta'n, regia di Ragnar Hylltén-Cavallius (1946)
- Davis Cup, (1946)
- Jens Månsson i Amerika, regia di Bengt Janzon (1947)
- Gli invincibili (Unconquered), regia di Andrew V. McLaglen (19)
- Vart hjärta har sin saga, anche sceneggiatura, regia di Bror Bügler (1948)
- Glada paraden, regia di Nils-Gustaf Holmquist e Emil A. Lingheim (19)
- Sven Tusan, regia di Gösta Stevens (1949)
- Huset nr 17, regia di Gösta Stevens (1949)
- Pimpernel Svensson, regia di Gösta Stevens e Emil A. Lingheim (1950)
- Greve Svensson, regia di Emil A. Lingheim (1951)
- Flickan från Backafall, regia di Bror Bügler (1953)
- En natt på Glimmingehus, regia di Torgny Wickman (1954)
- Blå himmel, regia di Georg Årlin (1955)
- Där möllorna gå..., regia di Bengt Järrel (1956)
- Djurgårdsmässan (1959)

## Teatro (parziale)
- Orfeo all'inferno di Jacques Offenbach: Hippodromen, Malmö, 1926
- Il buon soldato Sc'vèik di Jaroslav Hašek, regia di Oscar Winge : Södra Teatern, Stoccolma, 1933 (ruolo di Sc'vèik)
- Sol över Söder, rivista: Södra Teatern, Stoccolma, 1934
- Köpmännen i Nordens Venedig di Karl Gerhard: Folkteatern, Stoccolma, 1936

## Canzoni (parziale)
- Kalle på Spången composta da Lasse Dahlqvist
- Abbekåsagåsen Joakim
- Livet på landet
- Jag har bott vid en landsväg, di Akvar Kraft e Charles Henry
- Lite grann från ovan[5]
- Ja ä en liten påg från Skåne
- Vi klarar oss nog ändå, di Lasse Dahlqvist[6]
- En liden vid kanin
- Alla är vi sjömän
- Klockorna i Gamla Sta'n, di Alvar Kraft e Charles Henry
- Skånska slott och herresäten, di Hjallmar Gulberg e Bengt Hjelmqvist